# Proch, zdrada i spisek
Proch,zdrada i spisek (ang. Gunpowder, treason & plot). Zrealizowany na zlecenie BBC dwuczęściowy dramat.
- reżyseria: Gilles McKinnon
- scenariusz: Jimmy McGovern
- zdjęcia: Nigel Willoughby
- muzyka: John E. Keane
- scenografia: Andy Harris (II), Ioana Corciova, Carmen Pasula, Liz Griffiths
- producent: Alan J. Wands, Gub Neal

## Obsada

### część I
- Clémence Poésy: Maria, Królowa Szkotów
- Tadeusz Pasternak: David Riccio
- Catherine McCormack: Królowa Elżbieta I
- Steven Duffy: Lord James
- Paul Nicholls: Lord Darnley
- Kevin McKidd: Bothwell
- Gary Lewis: John Knox
- Iain Robertson: James Huntly
- Emil Hostina: Porucznik Bothwella

### część II
- Robert Carlyle: Król Jakub
- Michael Fassbender: Guy Fawkes
- Richard Coyle: Catesby
- Richard Harrington: Thomas Parcy
- Patrick O'Kane: Francis Tresham
- Steven Duffy: Lord James
- Jain Robertson: James Huntly
- Patrick O'Kane: Francis Tresham
- Madalina Constantin: Anne Tresham
- Tim McInnerny: Cecil
- Emilia Fox: Lady Margaret

## część I – Maria
Pierwsza część filmu opowiada o losach Marii I Stuart – królowej Szkotów od momentu jej wstąpienia na tron Szkocji do uwięzienia przez królową angielską, Elżbietę I Tudor. Jest rok 1561. Młoda Maria mieszkająca wówczas we Francji, jako wdowa po królu Franciszku II, dowiaduje się o śmierci matki. Wkrótce potem udaje się do Szkocji w celu objęcia tronu. Jednak nowa monarchini odziedzicza państwo rozdarte przez konflikt religijny. Na czele protestantów stoi przyrodni brat Marii (bękart) lord James Stuart. Ona żarliwa katoliczka stara się pogodzić obie strony, zanim jej się to jednak udaje przechodzi m.in. napad w kościele podczas katolickiej mszy świętej, w której bierze udział. Po pogodzeniu podanych postanawia wyjść za mąż. Jednym z kandydatów jest Henryk Stuart, lord Darnley. Pomimo głosu sprzeciwu ze strony Bothwella, jej podanego, a późniejszego kochanka, wybiera Henryka ze względu na to, że ich syn odziedziczyłby po śmierci Elżbiety I tron Anglii (Henryk jest potomkiem króla Henryka VII Tudora, a po śmierci jej samej – tron Szkocji, i tym samym zjednoczyłby zwaśnione od 300 lat dwa państwa. Po ślubie okazuje się jednak, że Bothwell miał racje. Henryk staje się arogancki, pije, zdradza Marię, a w porywie złości próbuje ją nawet zgwałcić. Po sukcesach nadchodzi jednak czas na porażkę. Brat Marii knuje spisek przeciwko jej doradcy Davidowi Rizzowi, katolikowi z Włoch. W wyniku tego spisku David zostaje zamordowany na oczach królowej. Wkrótce jednak Maria wydaje na świat dziecko i tym samym dziedzica tronu Anglii i Szkocji. Następnie, samotna królowa ulega urokowi Bothwella i nawiązuje z nim romans. Maria jest bardzo popularna w kraju, co jest zagrożeniem dla Elżbiety, jednak wkrótce później wystraszona zachowaniem męża, który w środku nocy zabiera dziecko i mówi: "dzieci czasem umierają" wydaje wyrok na męża i mówi Bothwellowi, żeby go zabił (w filmie; choć w rzeczywistości nie wiadomo, czy Maria była zabójczynią swojego męża). Bothwell wykonuje rozkaz, ale niestety wysadzając w powietrze posiadłość w której przebywał Henryk, przez pomyłkę zabija Taylora – służącego Henryka i ukochanego oddanej służki Marii. Służąca staje się wrogiem królowej, a ona sama oddaje się w ręce Anglików mając nadzieję, że Elżbieta nic jej nie zrobi i nie wyśle przeciw Szkocji wojsk. Przed granicą Anglii zastaje ją jej brat, który zabiera jej dziecko i wsadza ją do więzienia. Maria, która u Elżbiety (przynajmniej ze względu na swoją "błękitną krew) miała być gościem, staje się jej więźniem. Tak kończy się pierwsza część "Prochu,zdrady i spisku".

## część II – Jakub
Druga część filmu przedstawia losy Jakuba – pierwszego króla Anglii i Szkocji, od momentu egzekucji Marii, królowej Szkotów aż do udaremnienia "spisku prochowego". Jest rok 1587. Jakub VI, król Szkocji spotyka się z Cecilem, wpływowym politykiem angielskim. Ten proponuje mu, aby Jakub wyraził zgodę na egzekucję swej matki – Marii, a w zamian otrzyma koronę angielską. Młody król szkocki zgadza się, choć wie, że obciąży się grzechem matkobójstwa. 44-letnia królowa Maria zostaje ścięta 8 lutego 1587. Poddani szkoccy żądają zemsty, myślą bowiem, że zleceniodawczynią jest królowa angielska, Elżbieta I Tudor. Król Jakub prosi ich o dzień spokoju, gdy ci zgadzają się, w nocy zostają zamordowani. Dwa lata później król poślubia księżniczkę Annę Duńską. W międzyczasie Jakub-katolik składa obietnicę Thomasowi Percy'emu, że w chwili zostania królem Anglii, zaprzestanie prześladowań katolików (królowa Elżbieta jest protestantką; katolicy płacą za przychodzenie na msze katolickie surowe kary, są torturowani i zabijani). Do 1601 Anna i Jakub mają troje dzieci: Henryka, Elżbietę i Karola. W 1603 roku umiera 69-letnia królowa Elżbieta Tudor i Jakub, jako potomek Henryka VII (ze strony ojca) zostaje królem Anglii. Cesarski pogrzeb zmarłej władczyni opróżnia skarbiec państwa, a Anna Duńska żąda kosztownej koronacji i jak się wyraża: "Dla tej chwili cierpiałam te wszystkie upokorzenia, mój obrzydliwy mężu". Jednak skarbiec "świeci pustkami" i nie ma pieniędzy na ceremonię koronowania. Wtedy Cecil przedstawia Jakubowi pewną listę z zawrotnie wysokimi liczbami. Okazuje się, że są to grzywny płacone przez katolików. Jakub przechodzi, więc na protestantyzm-anglikanizm i ponownie wprowadza prześladowania katolików, ku ich niezadowoleniu. Wówczas Guy Fawkes (który znany już królowi przyjmuje nazwisko Johnson) wspólnie z Thomasem Percym, Robert Catesby i innych sześciu spiskowców postanawia zabić króla Jakuba I (Anglii) i VI (Szkocji), a oprócz tego wszystkich członków parlamentu. Ten spisek nosi nazwę "Spisek Prochowy". Chodzi o detonację ładunków pod Izbą Lordów. Do zamachu zamachowcy chcą przekonać także innych angielskich możnych, których bronie i wojska mogłyby ostatecznie udaremnić próbę ocalenia Jakuba. Wszystkich przekonuje się, że chodzi o pozbawienie Szkota tronu Anglii (Szkot na angielskim tronie), a w rzeczywistości chodzi o konflikt religijny, czyli katolicy przeciw anglikanom. Na tajnych spotkaniach katolików pojawia się natomiast Lady Margaret, piękna kobieta i zagorzała protestantka, która oczarowuje i rozkochuje w sobie Thomasa Percy'ego. Jedyną jej wadą jest fakt, że jest ona szpiegiem Cecila mającym dowiedzieć się kim są spiskowcy. Jednak wydaje swoje prawdziwe intencje w rozmowie z Percym, gdy ten zapomina o zmianie nazwiska przez Foksa na Johnson, i mówi "Fox kazał strzec się kobiet", a Lady Margaret odpowiada "Fox jest głupcem" – zna Foksa i nie wie, że obecnie posługuje się innym nazwiskiem. to ją zdradza i Percy morduje kochankę dusząc ją. Plan nadal przebiega bardzo dobrze, aż do momentu, kiedy jeden ze spiskowców Francis Tresham chce poinformować swojego szwagra, Lorda Jamesa o zamachu i ocalić mu życie. Pozostali się na to nie zgadzają, ale Tresham i tak mówi o wszystkim żonie i szwagrowi. Pech, że o zdradzie Francisa dowiadują się Guy Fawkes i Thomas Percy i w afekcie topią przyjaciela w beczce. Jednak oddany Lord James mówi o wszystkim królowi Jakubowi, a ten wspólnie z Cecilem odnajduje Foksa (ps. Johnsona) przy beczkach z prochem. Wszyscy zostają aresztowani, a ci którzy uciekli, zostają zamordowani. Król przedstawia przed parlamentem wersję, że to on ocalił parlament i przy doskonałej przemowie, odnosi sukces – dostaje potrzebne mu fundusze na wojnę z Hiszpanią. Tak kończy się druga i ostatnia część filmu "Proch, zdrada i spisek".